# Higurashi no naku koro ni
Higurashi no naku koro ni (ひぐらしのなく頃に? lett. "Quando stridono le cicale"), altresì conosciuto semplicemente come When They Cry, è una sound novel giapponese di genere giallo prodotta dalla 07th Expansion.
I giochi sono basati sul motore grafico NScripter e possono essere eseguiti su Microsoft Windows. Il primo gioco della serie, intitolato Onikakushi-hen, è stato pubblicato il 10 agosto 2002, mentre l'ottavo e ultimo gioco, intitolato Matsuribayashi-hen, è stato pubblicato il 13 agosto 2006. I primi quattro giochi sono stati raccolti sotto il titolo Higurashi no naku koro ni, mentre gli ultimi quattro sotto il titolo Higurashi no naku koro ni kai. Un fan disc extra, dal nome Higurashi no naku koro ni rei, è stato pubblicato il 31 dicembre 2006. In aggiunta alla serie originale sono stati creati dei nuovi archi narrativi nella versione manga e nel videogioco per PlayStation 2 e Nintendo DS per espandere la storia. Gli otto giochi originali per PC sono stati pubblicati in inglese dalla MangaGamer, la quale ha pubblicato i primi quattro il 15 dicembre 2009 e gli ultimi quattro il 28 febbraio 2010. La serie si basa su un gruppo di giovani amici e su degli strani eventi che accadono nel villaggio rurale Hinamizawa dove essi vivono.
Sono stati prodotti due set di Drama-CD, uno dalla Wayuta e uno dalla Frontier Works. La trasposizione letteraria dei giochi è stata pubblicata dalla Kōdansha Box tra il 2 agosto 2007 e l'8 marzo 2009. La versione manga basata sui giochi, iniziata da otto differenti mangaka che hanno lavorato separatamente su uno-tre dei vari archi narrativi, è stata pubblicata dalla Square Enix e dalla Kadokawa Shoten. Il manga è stato concesso in licenza in inglese nell'America del Nord dalla Yen Press sotto il titolo Higurashi When They Cry e il primo tankōbon è stato pubblicato nel novembre 2008. Due serie anime, basate sul manga giapponese, sono state prodotte dallo Studio Deen rispettivamente nel 2006 e nel 2007; un terzo anime è stato pubblicato come un OAV nel 2009. Il primo anime è stato concesso in licenza dalla Geneon Entertainment in inglese, ma i diritti sono decaduti nel 2011. Un film live action, diretto da Ataru Oikawa, ha debuttato nei cinema giapponesi nel maggio 2008; il suo seguito è stato pubblicato nel maggio 2009.

## Titolo
Mentre il titolo del successore Umineko no naku koro ni in italiano corrisponde a "Quando piangono i gabbiani", Higurashi no naku koro ni significa "Quando piangono le cicale" (higurashi è il nome comune di una delle varie specie di cicale giapponesi, la Tanna japonensis). Il naku (なく?) presente in entrambi i titoli, essendo scritto in hiragana anziché in kanji, ha un duplice significato: "emettere un suono, fare un verso" (鳴く?), specificamente rivolto a suoni non umani, e "piangere" (泣く?). Per quanto riguarda il «na» rosso (な) contenuto nel logo, stando al creatore Ryukishi07, esso fa ufficialmente parte del titolo.

## Trama

I personaggi principali nel primo adattamento animato (da sinistra verso destra): Shion, Satoko, Mion, Rika, Rena e Keiichi

Higurashi no naku koro ni si svolge durante il mese di giugno del 1983, in un villaggio rurale immaginario di circa duemila abitanti di nome Hinamizawa (雛見沢?), basato sul villaggio Shirakawa, patrimonio dell'umanità.
Il personaggio principale, Keiichi Maebara, si trasferisce a Hinamizawa e diventa amico delle sue compagne di classe Rena Ryugu, Mion Sonozaki, Rika Furude e Satoko Houjou. Keiichi partecipa alle loro attività del club del dopo-scuola, che consistono soprattutto in giochi da tavolo e giochi di carte (con relative punizioni per il perdente, ovvero di solito lui stesso).
Inizialmente Hinamizawa appare come un villaggio rurale normale e pacifico agli occhi di Keiichi, tuttavia la tranquillità termina improvvisamente dopo l'annuale Festival del Watanagashi, una celebrazione per commemorare e ringraziare il dio locale, Oyashiro. Keiichi viene infatti a conoscenza del fatto che negli ultimi quattro anni una persona era stata uccisa e un'altra era scomparsa proprio il giorno del Festival. Keiichi stesso diventa presto teso a causa degli strani eventi relativi al Watanagashi e a Oyashiro.
In ogni arco narrativo lui o una delle sue amiche inizia a soffrire di paranoia e commette un crimine, che consiste in uno o più omicidi dei propri stessi amici. Sebbene all'inizio sembri impossibile raccontare le loro delusioni e le loro azioni a parte il mistero di Hinamizawa, col tempo i protagonisti cominciano a ricordare (più o meno direttamente) gli avvenimenti degli archi precedenti, imparando da essi e lentamente la verità viene rivelata.

### Archi narrativi

#### Higurashi no naku koro ni
Higurashi no naku koro ni (ひぐらしのなく頃に?), come in Umineko no naku koro ni, è chiamato "Question Arc", poiché imbastisce i misteri della storia.
Onikakushi-hen (鬼隠し編? lett. "Capitolo dei Rapiti dai Demoni")
Questo capitolo introduce il giocatore nel mondo di Higurashi no naku koro ni. Gli viene mostrata infatti la semplice vita rurale di Hinamizawa, le attività del club del dopo-scuola e le amicizie dei personaggi principali. Tuttavia le cose iniziano ad avere un aspetto sinistro dopo il Festival del Watanagashi, quando Keiichi scopre ciò che le sue nuove amiche gli stanno nascondendo. Questo capitolo fa apparire Rena Ryugu e Mion Sonozaki come i cattivi.
Watanagashi-hen (綿流し編? lett. "Capitolo del Cotone alla Deriva")
Da questo capitolo il giocatore dovrebbe avere un'idea generale di come sia la vita a Hinamizawa. Come la volta scorsa, l'inizio è innocente e gli eventi sinistri accadono solo dopo il Festival del Watanagashi. Un'antica maledizione colpisce ancora e una coppia di sorelle non sono ciò che sembrano. Shion Sonozaki fa infatti la sua prima apparizione, mentre Mion Sonozaki è posta come il cattivo.
Tatarigoroshi-hen (祟殺し編? lett. "Capitolo della Maledizione Assassina")
In Tatarigoroshi-hen Keiichi e Satoko creano una relazione fratello-sorella e quando lo zio della bambina torna a Hinamizawa e abusa di lei, Keiichi cerca di aiutarla con delle misure drastiche. Tuttavia, dato che muoiono più persone, è chiaro che lui non è il solo a commettere omicidio. Keiichi Maebara, nel tentativo di proteggere Satoko, diventa il cattivo senza saperlo.
Himatsubushi-hen (暇潰し編? lett. "Capitolo del Tempo di Uccidere")
Himatsubushi-hen si svolge cinque anni prima dei tre capitoli precedenti. A differenza di questi ultimi, la storia viene mostrata attraverso gli occhi di Mamoru Akasaka, un giovane investigatore della polizia proveniente da Tokyo, che giunge a Hinamizawa per indagare sul rapimento del nipote di un politico. Presto anche lui viene coinvolto nei misteri di Hinamizawa. Questo capitolo si concentra su Rika Furude, la quale diventa la chiave per la soluzione della storia.

#### Higurashi no naku koro ni kai
Higurashi no naku koro ni kai (ひぐらしのなく頃に解?) è definito "Answer Arc" perché atto a dare risposte alla storia.
Meakashi-hen (目明し編? lett. "Capitolo dell'Apertura degli Occhi")
È la soluzione a Watanagashi-hen. Meakashi-hen riprende gli eventi di Watanagashi-hen, ma stavolta dalla prospettiva di Shion Sonozaki e con dei piccoli cambiamenti. In questo capitolo il giocatore vede il vero motivo delle azioni omicide dei criminali in Watanagashi-hen — un amore perduto. Satoshi Houjou viene incontrato fisicamente per la prima volta in questo arco, a differenza del precedente dove viene solo menzionato. Vengono dati dunque i primi suggerimenti di ciò che lega gli archi narrativi.
Tsumihoroboshi-hen (罪滅し編? lett. "Capitolo dell'Espiazione")
È la soluzione a Onikakushi-hen. A differenza di Meakashi-hen, la storia di Tsumihoroboshi-hen è drasticamente differente rispetto alla trama del suo question arc. In Tsumihoroboshi-hen, Rena si trova in una situazione simile a quella di Keiichi in Onikakushi-hen, dato che commette un terribile errore e diventa diffidente nei confronti dei suoi ex-amici. È il primo capitolo con (apparentemente) un finale felice, sebbene i suggerimenti rivelino una piega sinistra.
Minagoroshi-hen (皆殺し編? lett. "Capitolo del Massacro")
A prima vista Minagoroshi-hen è la soluzione a Tatarigoroshi-hen; tuttavia risponde alla maggior parte dei misteri dei capitoli precedenti. Viene raccontato dalla prospettiva di Rika Furude. Cosa più importante in Minagoroshi-hen è la rivelazione della vera identità dell'assassino. Dopo Minagoroshi-hen, solo un altro sforzo è necessario per chiudere la storia con un finale felice.
Matsuribayashi-hen (祭囃し編? lett. "Capitolo dell'Arrivo del Festival")
In Minagoroshi-hen viene rivelata la mente principale dietro gli omicidi. Questa volta tutti i pezzi del puzzle sono in gioco. L'ultimo passo da fare per i personaggi è metterli insieme per sconfiggere l'assassino, ottenere il miracolo e attraversare la barriera del giugno del 1983. Matsuribayashi-hen rappresenta il "finale buono" in cui non avvengono morti in quel giugno, anche se gli omicidi e le sparizioni degli anni precedenti rimangono lo stesso.

#### Higurashi no naku koro ni rei
Higurashi no naku koro ni rei (ひぐらしのなく頃に礼?) è un fan disc contenente tre capitoli extra, pubblicato il 31 dicembre 2006.
Saikoroshi-hen (賽殺し編? lett. "Capitolo dei Dadi che Uccidono")
Saikoroshi-hen è un epilogo di Matsuribayashi-hen che si svolge nell'agosto del 1983, ovvero due mesi dopo. Rika viene investita da un camion e si risveglia in un mondo totalmente diverso, dove non è mai accaduto nessuno dei tragici eventi della serie principale: Keiichi non è a Hinamizawa, i genitori di Rena non hanno divorziato, il progetto della diga è stato svolto regolarmente, Satoshi non è scappato via e sia i genitori di Satoko sia quelli di Rika non sono morti. Tuttavia il club non è mai stato formato, con la conseguenza che Rika non ha amici ed è soggetto di bullismo da parte di Satoko, Hanyū non c'è, Rika non viene considerata come la reincarnazione di Oyashiro e il villaggio verrà presto sommerso dall'acqua. Rika deve decidere se restare o uccidere sua madre, in modo da poter lasciare quel mondo innocente.
Batsukoishi-hen (罰恋し編? lett. "Capitolo della Punizione di Amare")
Keiichi e i Soul Brothers combattono contro le ragazze tramite i giochi di punizione del club. Questo capitolo era originariamente un epilogo intitolato Otsukaresama creato insieme a Meakashi-hen, ma è stato ritenuto troppo irrilevante ed è stato rimosso dai capitoli successivi.
Hirukowashi-hen (昼壊し編? lett. "Capitolo di Daybreak")
Hirukowashi-hen è basato su Higurashi Daybreak. I personaggi principali sono Keiichi Maebara e Rena Ryugu, e la storia è impostata in un mondo parallelo. Un giorno Rena ingoia accidentalmente qualcosa durante la sua solita ricerca di tesori. Secondo Rika, il sigillo del sacro "Fuwarazu Magatama" è stato rotto in due pezzi e Rena deve averne ingerito uno. Il magatama racchiude dei misteriosi poteri magici che fanno innamorare follemente la persona con quello rosso di chiunque abbia quello bianco.

#### Higurashi no naku koro ni matsuri
È una raccolta di tre capitoli originali extra creati per PlayStation 2 da Alchemist.
Taraimawashi-hen (盥回し編? lett. "Capitolo delle Sedie Musicali")
Un capitolo iniziale alternativo che, a prima vista, è una rivisitazione di Onikakushi-hen. Tuttavia questo capitolo contiene gli eventi di Watanagashi-hen. Dopo aver saputo i segreti di Hinamizawa, Keiichi decide di ignorare tutto e continuare la sua vita pacifica a scuola; questa azione causa una tragica serie di eventi. Shion Sonozaki è il cattivo di questo capitolo, mentre Mion diventa la vittima. Questa sopravvive e viene mostrato il cappello di Rena macchiato di sangue. Mion parla a Oishi riguardo all'incidente ma muore poco dopo. Questo scenario è in realtà una "punizione", data quando si tenta e si evita deliberatamente di entrare in uno qualsiasi degli scenari nella storia (ad eccezione di questo, dato che è effettivamente difficile entrarci di proposito), e rende chiaro al giocatore che i personaggi non possono semplicemente evitare le tragedie ed aspettarsi un finale felice senza lottare per meritarselo.
Tsukiotoshi-hen (憑落し編? lett. "Capitolo dell'Esorcismo")
Anche se Tsukiotoshi-hen non dà molte risposte dato che mostra cosa è andato male in Watanagashi-hen/Meakashi-hen e in Tatarigoroshi-hen, esso viene ancora considerato un answer arc. Shion, Keiichi e Rena, con l'intenzione di salvare Satoko, decidono di uccidere Teppei. Ma dopo aver compiuto l'omicidio, Rena inizia ad agire in modo strano e Keiichi crede di sentire Oyashiro parlare con lui. Mion nota il comportamento diverso dei suoi amici e prende il posto di Shion per scoprire perché stanno agendo in questo modo. In seguito Satoko contrae la Sindrome di Hinamizawa e uccide "Shion" prima di suicidarsi.
Miotsukushi-hen (澪尽し編? lett. "Capitolo del Canale di Essiccazione")
Un finale alternativo alla serie principale che è intitolato Miotsukushi, un gioco di parole di Miotsukushi (澪標?, sigla del canale) e Mi o tsukushi (身を尽くし?), una coniugazione di Mi o tsukusu (身を尽くす?, servire il proprio corpo). Questo gioco di parole è noto in Giappone nei componimenti poetici come haiku. Dopo aver scoperto chi è il vero omicida, Rika e Keiichi decidono di mettere fine all'intero mistero, ma si trovano in una situazione differente rispetto a Matsuribayashi-hen. Prima che possano fare qualcosa, devono risolvere i problemi delle altre persone. I problemi di Watanagashi-hen/Meakashi-hen, Tatarigoroshi-hen e Tsumihoroboshi-hen accadono tutti quanti in questo capitolo e devono essere risolti. Questo arco risolve tutti i misteri della serie, ne aggiunge alcuni nuovi e spiega le origini sia di Hanyū sia della Sindrome di Hinamizawa. Lo sviluppo della storia di Miotsukushi-hen nel quarto gioco per Nintendo DS, Higurashi no naku koro ni kizuna, ha delle leggere differenze rispetto alla versione originale per PlayStation 2. La conclusione della storia di Tomoe, continuata dal terzo gioco per DS Rasen, è stata aggiunta a Miotsukushi-hen, ma non ha nessuna connessione con il finale della versione per PlayStation 2.

#### Higurashi no naku koro ni kizuna
È una raccolta di quattro capitoli originali extra creati per Nintendo DS da Alchemist.
Someutsushi-hen (染伝し編? lett. "Capitolo del Dopo Tinta")
Questo è un nuovo question arc in Higurashi no naku koro ni kizuna. Sembra essere una rivisitazione di Onisarashi con nuovi personaggi e alcune piccole differenze. In questo capitolo, gli eventi di Onisarashi si ripetono con l'eccezione di Tomoe aggiunto all'equazione e di Akasaka e Ooishi non presenti, anche se Ooishi viene menzionato, con il risultato di un finale diverso. La differenza maggiore è che il finale di questo capitolo è un "finale cattivo" invece di un "finale buono" come nella trama originale, con Natsumi che alla fine muore invece di essere salvata da Akira.
Kagebōshi-hen (影紡し編? lett. "Capitolo della Rotazione della Sagoma")
Un nuovo capitolo in Higurashi no naku koro ni kizuna Dai Ni Kan Sō. La versione di Onisarashi-hen viene vista attraverso gli occhi di Tomoe Minami, una poliziotta che sta investigando sugli strani casi accaduti in tutto il Giappone. Akasaka e Ooishi non sono presenti in questo capitolo, come anche la sorella minore di Tomoe, anche lei poliziotta, e un altro agente maschio. Questo capitolo ha un "finale buono" come il capitolo originale del manga, ma con diversi eventi che lo causano. Natsumi attacca Chisato, una dei suoi amici, spedendola all'ospedale, dove in seguito parla con Akasaka. Dopo aver apparentemente sventato l'omicidio della famiglia di Natsumi, Chisato incontra Natsumi sul tetto dell'ospedale e, dopo una breve lotta, riesce a farla calmare e a confortarla.
Tokihogushi-hen (解々し編? lett. "Capitolo del Districamento")
Tutti i dettagli esatti di questo capitolo devono essere ancora rivelati, ma Showa 57 (1982) è menzionato in un articolo di Famitsū per Higurashi no naku koro ni: kizuna rasen. Tomoe Minai e sua sorella fanno un'altra apparizione, insieme a una nuova ragazza dai capelli blu di nome Nagisa Ozaki. Kurado Ooishi e Rena Ryugu tornano in questo capitolo. La storia si basa sul passato di Rena.
Kotohogushi-hen (言祝し編? lett. "Capitolo delle Congratulazioni")
Un capitolo esclusivo per DS nell'episodio finale di Higurashi no naku koro ni kizuna Dai Yon Kan Kizuna. Questo capitolo esplora il passato di Hanyū, come Hainiryuun Ieasomuuru Jieda, e le origini di Hinamizawa. I personaggi che appaiono in questo arco sono Riku Furude, uno degli antenati di Rika e sacerdote shintoista della casata Furude che si innamorò di Hainiryuun, e Ōka Furude, il figlio di Hainiryuun e Riku Furude.

#### Archi del manga
Questi archi sono dei capitoli originali serializzati nella versione manga, i quali completano i giochi e continuano parzialmente la storia.
Onisarashi-hen (鬼曝し編? lett. "Capitolo del Demone Smascherato")
In Onisarashi-hen una giovane ragazza di nome Natsumi è ossessionata dalle conseguenze del Disastro di Hinamizawa. Poco dopo sua nonna — un'ex abitante di Hinamizawa — le parla della maledizione di Oyashiro, e così Natsumi scopre che le sue mani sono diventate coperte di sangue. Akasaka e Oishi appaiono nella storia. Onisarashi-hen è stato in seguito incluso come parte del remake per Nintendo DS Higurashi no naku koro ni kizuna come Someutsuhi-hen, con alcuni cambiamenti.
Yoigoshi-hen (宵越し編? lett. "Capitolo di Oltre Mezzanotte")
Questo capitolo è un epilogo di uno dei "possibili esiti" di Tsumihoroboshi-hen, in cui Rena ha incendiato la scuola e ha ucciso Mion e i suoi amici. Diversi anni dopo, nel 2006, il blocco è stato rimosso e un gruppo di cinque persone che si incontrano per caso, tra le quali una afferma di essere Mion, viene trascinato negli aspetti soprannaturali del "Villaggio della Morte". I suggerimenti per questo capitolo possono essere letti attraverso il cellulare su Gangan Mobile. Questo capitolo sarà disponibile anche in Higurashi no naku koro ni kizuna: Dai-San-Kan Rasen per Nintendo DS.
Utsutsukowashi-hen (現壊し編? lett. "Capitolo della Distruzione della Realtà")
Un antefatto di Meakashi-hen. Shion viene mandata via in una scuola femminile, l'Accademia Santa Lucia, come confinamento. Un giorno un corpo maschile di un insegnante viene trovato nella piscina della scuola e la prima a scoprire ciò, Mizuho Kōsaka, viene chiamata nello studio del preside per riferire i dettagli. Shion sente delle voci su come stia la nonna di Mizuho dopo la vita di Mizuho e come la ragazza si stia rifugiando nella scuola, e quindi si avvicina alla Mizuho in disparte. Il capitolo ha iniziato la serializzazione nel numero di dicembre 2006 di Comp Ace.
Kataribanashi-hen (語咄し編? lett. "Capitolo dell'Antologia")
Una collezione di lettori di fumetti che sono stati creati in una storia di Ryukishi07.
Kokoroiyashi-hen (心癒し編? lett. "Capitolo della Guarigione del Cuore")
Un epilogo di Matsuribayashi-hen dove Rika e gli altri, Hanyū inclusa, fanno una vacanza estiva per guarire i loro cuori, per così dire, dopo tutto quello che hanno passato.

#### Arco dell'anime
Yakusamashi-hen (厄醒し編? lett. "Capitolo del Risveglio del Disastro")
Questo arco è stato introdotto nella seconda serie dell'anime, trasmessa prima di Minagoroshi-hen e Matsuribayashi-hen. È stato fatto sotto richiesta di Ryukishi07 per aggiungere alla seconda stagione importanti dettagli della trama che sono stati lasciati fuori dalla prima stagione. La questione dei segreti di Hinamizawa viene risolta velocemente in questo scenario, permettendo così agli altri personaggi di frequentare la scuola senza ulteriori problemi. La storia viene raccontata dalla prospettiva di Satoko mentre aumenta sempre di più il suo interesse per lo strano comportamento di Rika, soprattutto quando questa parla con l'invisibile Hanyū del suo omicidio inevitabile e dei suoi vani tentativi di cambiare il suo destino da sola. Satoko in seguito subisce una situazione simile a quelle di Tatarigoroshi-hen e Taraimawashi-hen, trovando il cadavere di Rika, sopravvivendo al Disastro di Hinamizawa e morendo nell'ospedale senza conoscere il segreto dietro l'assassinio dell'amica.

## Personaggi
In Higurashi no naku koro ni solo sei personaggi appaiono in ogni capitolo, fatta eccezione per Shion che non è presente nel primo. Il protagonista è Keiichi Maebara, un giovane ragazzo che si è trasferito recentemente ad Hinamizawa con la sua famiglia, e ha iniziato ad adattarsi alla vita del luogo.

## La Sindrome di Hinamizawa
La Sindrome di Hinamizawa è l'elemento attorno a cui ruotano la maggior parte delle vicende dei vari archi narrativi in cui è suddivisa la storia.
Come viene spiegato da Rika Furude, si tratta di una malattia neurologica provocata da un parassita endemico della regione di Hinamizawa, da cui sono affetti quasi tutti gli abitanti della comunità. L'origine del parassita non è chiara, così come non è chiara la sua natura (potrebbe trattarsi di una spora, un batterio o anche un insetto), ma una volta entrato in circolo si attacca al sistema nervoso dell'ospite stimolando la produzione di adrenalina e danneggiando in modo sempre più grave le cellule cerebrali. Il decorso della malattia è stato diviso in tre stadi. Nel primo stadio la vittima sperimenta attacchi d'ansia, allucinazioni e disturbo delle percezioni; nel secondo, caratterizzato dal verificarsi dei primi danni neurologici, si ha uno stato di follia paranoica, capace di sfociare in molti casi in comportamenti aggressivi; nel terzo stadio, quello finale, la vittima, le cui funzioni cerebrali sono ormai compromesse, arriva a compiere atti di autolesionismo, che culminano con il suo suicidio, che avviene nella maggior parte dei casi per recisione involontaria della gola in seguito ad un incontrollabile impulso a grattarsela.
Tuttavia, lo sviluppo del parassita, e quindi della malattia, è precluso grazie al feromone emesso dal Parassita Regina, il quale per secoli è stato trasmesso di padre in figlio all'interno della famiglia Furude. Da ciò è scaturita la leggenda riguardo alla Maledizione di Oyashiro, che punisce coloro che si allontanano da Hinamizawa, poiché allontanandosi dalla Regina il parassita si risveglia dal proprio stadio di quiescenza riprendendo il proprio processo evolutivo. In alcuni casi, tuttavia, ad esempio in seguito a forti stress o stati d'ansia particolarmente accentuati, i feromoni si rivelano incapaci di contrastare l'operato del parassita, fatto che porta al progredire della malattia anche qualora l'ospite si trovi ancora all'interno di Hinamizawa. Nel corso dell'anime viene detto che la natura del parassita potrebbe essere aliena e che nella palude di Onigafuchi siano sepolti i resti di un'astronave che naufragò secoli addietro sulla terra. Uno di questi alieni sarebbe stato Hanyuu, la capostipite della famiglia Furude: per via di queste origini, le donne della famiglia Furude sono sempre state in grado di produrre il feromone.
La malattia fu osservata per la prima volta nel corso della Seconda Guerra Mondiale, quando molti dei soldati giapponesi provenienti da Hinamizawa iniziarono a mostrare segni di follia schizofrenica che li spingeva ad attaccare ed uccidere chiunque, alleati e nemici. Un progetto di ricerca finalizzato a scoprire l'origine del parassita, nonché il suo potenziale utilizzo come arma batteriologica, fu quindi affidato per breve tempo alla famigerata Unità 731, ma a seguito della sconfitta del Giappone tutte le ricerche condotte in tal senso andarono perdute. In seguito, tra gli anni '70 e i primi anni '80, lo studio fu riportato alla luce grazie agli studi condotti dal professor Takano, un entomologo che studiava l'evoluzione di alcune specie di parassiti in grado di influenzare il comportamento dei loro ospiti. La comunità scientifica accolse con scetticismo le teorie del professore, che dopo la sua morte furono tuttavia riportate in auge dalla figlia adottiva Miyo. Fu lei a compiere i primi studi sulla Sindrome di Hinamizawa, ottenendo in questo modo il supporto economico del governo e dei servizi giapponesi.

## Sviluppo
La serie Higurashi no naku koro ni è iniziata con le sound novel prodotte dalla 07th Expansion. Il direttore di gioco e scrittore della storia è Ryukishi07, che ha anche disegnato tutte le illustrazioni dei personaggi. Le immagini di sfondo sono state prese dalle fotografie scattate da Ryukishi07, da suo fratello minore Yatazakura e da Kameya Mannendō. La programmazione è stata a cura di Yatazakura che ha lavorato sulla struttura principale, mentre 4U ha lavorato sugli intermezzi e sui Suggerimenti e BT sui minigiochi. I giochi sono basati sul motore grafico NScripter. Le musiche sono state composte da vari artisti, professionisti nel campo delle sound novel, come Dai, il compositore della maggior parte delle musiche nell'answer arc. All'inizio di ogni capitolo del gioco c'è una poesia di Frederica Bernkastel, che rivela in modo molto misterioso quello che potrebbe accadere nell'arco successivo.
Ryukishi07 ha scritto nel 2004 come venne influenzato dai lavori della Key durante la creazione di Higurashi no naku koro ni. Ryukishi07 usò i giochi della Key come riferimento, insieme ad altre visual novel, e li analizzò per scoprire qual era la ragione del perché fossero così popolari. Capì che il segreto era l'inizio ordinario delle storie, con dei giorni divertenti, e il modo con cui si svolgevano, che portava il giocatore a piangere e a provare vari sentimenti. Usò modelli simili per le basi di Higurashi ma invece di portare il giocatore a piangere, Ryukishi07 lo volle spaventare con un'aggiunta di elementi horror. Così Ryukishi07 desiderò essere in qualche modo associato alla Key, che descrisse come una "produttrice di capolavori".
In un'intervista nel numero di dicembre 2008 del Yen Plus della Yen Press, Ryukishi07 ha affermato che Higurashi ha le sue origini in un copione teatrale inedito chiamato Hinamizawa Teiryūjo (雛見沢停留所?, trad. Fermata dell'Autobus di Hinamizawa) che aveva scritto alcuni anni prima del gioco iniziale della serie. Quando ha deciso di riscrivere il copione e pubblicarlo, ha voluto strutturarlo su "il contrasto tra il divertimento, vita ordinaria, e qualcosa di terrificante, fuori dall'ordinario." Ryukishi07 è stato fortemente influenzato dai mondi di Seishi Yokomizo quando questo sviluppò l'universo di Higurashi. Ryukishi07 aveva deciso dunque "di progettare la storia in modo che la verità venga alla luce attraverso una serie di storie sovrapposte", anche se originariamente aveva pianificato di pubblicarlo in un singolo gioco dato che credeva di poter finire la storia in un solo anno.

## Media

### Manga
La versione manga di Higurashi no naku koro ni è pubblicata dalla Square Enix e da Kadokawa Shoten in Giappone, mentre in Inghilterra da Yen Plus sotto il titolo Higurashi When They Cry. I capitoli sono stati disegnati da diversi artisti: Karin Suzuragi, Yutori Hōjō, Jirō Suzuki, Yoshiki Tonogai e Hanase Momoyama.
Un altro manga, intitolato Kokoroiyashi-hen (心癒し編? lett. "Capitolo della Guarigione del Cuore"), è stato disegnato da Yuna Kagesaki ed è stato pubblicato il 26 agosto 2008 nel Comp Ace di Kadokawa Shoten.
Sono stati pubblicati anche altri tre capitoli relativi a Higurashi, ma con dei nuovi personaggi: Onisarashi-hen (鬼曝し編? lett. "Capitolo del Demone Smascherato") e Utsutsukowashi-hen (現壊し編? lett. "Capitolo della Distruzione della Realtà"), disegnati da En Kitō e serializzati nel Comp Ace rispettivamente tra il 2005 e 2006 e il 2006 e 2007, e Yoigoshi-hen (宵越し編? lett. "Capitolo di Oltre Mezzanotte"), disegnato da Mimori e serializzato in GFantasy tra il 2006 e il 2007.
In Italia la serie è stata annunciata da Musubi Edizioni nel settembre 2024 e viene pubblicata a partire dal 23 maggio 2025.

### Drama-CD
Sono stati prodotti due set di Drama-CD, uno dalla Wayuta e uno dalla Frontier Works. Wayuta ha pubblicato sette CD dal 27 maggio 2005, di cui il primo è stato Onikakushi-hen, che trattano tutti gli archi narrativi della sound novel fino a Tsumihoroboshi-hen, pubblicato il 22 febbraio 2008. Altri due Drama-CD verranno pubblicati da Wayuta anche per Minagoroshi-hen e Matsuribayashi-hen. Wayuta ha pubblicato anche due Drama-CD bonus chiamati Disco Allegato 01, pubblicato il 29 dicembre 2005 al Comiket 69, e Disco Allegato 02, pubblicato il 26 ottobre 2007. Sempre Wayuta ha pubblicato due Drama-CD per il nuovo arco dal titolo Kataribanashi-hen (語咄し編? lett. "Capitolo dell'Antologia"), il primo pubblicato il 25 aprile 2007 e il secondo il 9 maggio 2008. Frontier Works ha pubblicato due CD, il primo chiamato Drama-CD Antologico 1 e pubblicato il 22 dicembre 2005, il secondo dal titolo Drama-CD Antologico 2 e pubblicato il 24 marzo 2006. Ci sono anche altri numerosi Drama-CD pubblicati durante eventi speciali, come al Comiket tramite abbonamento alle riviste.

### Romanzi
Tra il 2 agosto 2007 e l'8 marzo 2009 Kōdansha Box ha pubblicato diciassette adattamenti letterari della visual novel. La maggior parte degli archi narrativi sono stati divisi in due volumi, ad eccezione di Himatsubushi-hen e Higurashi no naku koro ni rei, che sono stati prodotti in un solo volume a testa, e Matsuribayashi-hen, che è stato pubblicato in tre volumi. Ogni novel della serie è stata scritta da Ryukishi07.
Una serie di romanzi rivolti ai giovani studenti viene pubblicata da Futabasha a partire dal 23 ottobre 2020. Presenta le illustrazioni di Yoshimi.

### Anime
La prima serie dell'anime, prodotta dallo Studio Deen e diretta da Chiaki Kon, copre i quattro question arc e i primi due answer arc. Composta da ventisei episodi ed intitolata Higurashi no naku koro ni, è stata trasmessa in Giappone tra il 4 aprile e il 26 settembre 2006. La maggior parte dei personaggi è stata doppiata dagli stessi seiyū incaricati per i Drama-CD. La serie è stata resa disponibile in DVD in Giappone, Francia e America del Nord (in questi ultimi due paesi sotto autorizzazione della Geneon Entertainment). Tuttavia nel settembre 2007, la divisione degli Stati Uniti d'America di Geneon ha annunciato che avrebbe interrotto tutti i progetti anime in corso, incluso Higurashi, dal 6 novembre 2007. Dal titolo When They Cry: Higurashi, sono stati dunque pubblicati solo tre, dei pianificati sei, DVD di Higurashi. Il 3 luglio 2008 Geneon e Funimation Entertainment hanno annunciato un accordo per distribuire alcuni titoli nell'America del Nord. Mentre Geneon ha conservato ancora la licenza, Funimation ha assunto dei diritti esclusivi per produrre, introdurre sul mercato, vendere e distribuire tali titoli, tra i quali anche Higurashi. Funimation ha pubblicato un box set completo della serie nell'agosto 2009. Tuttavia nell'agosto 2011 i diritti sono stati fatti scadere a causa delle scarse vendite. In Italia la serie è stata pubblicata in versione sottotitolata su Netflix il 31 luglio 2019 con il titolo statunitense When They Cry.
I giapponesi che hanno comprato tutti i nove DVD della prima stagione, hanno avuto la possibilità di ricevere uno speciale DVD anime intitolato Higurashi no naku koro ni Gaiden Nekogoroshi-hen, basato sulla breve storia che era stata data a coloro che avevano comprato il manga. Nonostante fosse un bonus per la prima stagione (e avesse le stesse sigle d'apertura e chiusura di quest'ultima), Nekogoroshi-hen è stato caratterizzato dall'aggiornato stile di animazione visto nella seconda serie.
Un seguito della serie, composto da ventiquattro episodi e basato sul nuovo arco narrativo e sui due originali answer arc finali, è stato trasmesso in Giappone con il titolo Higurashi no naku koro ni kai tra il 6 luglio e il 17 dicembre 2007 ed è stato caratterizzato da un nuovo character design. A causa di un omicidio effettuato con la stessa arma utilizzata dal personaggio Rena, la trasmissione è stata interrotta da diverse stazioni televisive giapponesi. Tuttavia in seguito il programma è stato ripreso normalmente con le immagini nella sigla iniziale censurate.
Una serie OAV di cinque episodi, intitolata Higurashi no naku koro ni rei e diretta da Toshifumi Kawase, è stata pubblicata dal 25 febbraio 2009. La trasmissione della serie OAV è iniziata in esclusiva nel Bandai Channel prima della pubblicazione del DVD. L'OAV contiene tre archi narrativi: Hajisarashi-hen, in un episodio, Saikoroshi-hen, in tre episodi, e Hirukowashi-hen, nell'ultimo episodio. Hajisarashi-hen era originariamente una light novel inclusa nell'edizione limitata del gioco per PlayStation 2 Higurashi no naku koro ni matsuri, e ha preso il posto di Batsukoishi-hen.
Frontier Works ha annunciato un'altra serie OAV, dal titolo Higurashi no naku koro ni kira, nel marzo 2011, che celebra il decimo anniversario di Higurashi no naku koro ni.
Un ulteriore OAV intitolato Higurashi no naku koro ni kaku: Outbreak è stato annunciato nel dicembre 2012 ed è stato pubblicato il 15 agosto 2013.
Il 6 gennaio 2020 viene annunciata una nuova serie televisiva anime, prodotta dallo studio Passione. Il 20 marzo dello stesso anno viene confermata la trasmissione della serie a partire da luglio. Il 21 maggio successivo viene però comunicato che la serie è stata posticipata da luglio a data da destinarsi. Il 20 agosto viene confermato che la serie, intitolata Higurashi no naku koro ni gou, sarebbe stata trasmessa divisa in due blocchi di episodi, il primo dal 1º ottobre 2020 mentre il secondo dal 7 gennaio 2021. In Italia la serie è stata trasmessa in simulcast dalla web TV VVVVID.
Il 18 marzo 2021 l'account Twitter ufficiale annunciò che la serie uscita nel 2020 avrebbe ricevuto un sequel intitolato Higurashi no naku koro ni sotsu, il quale è stato trasmesso dal 1º luglio al 30 settembre 2021.

### Film
Un film live action basato sulla serie, intitolato Higurashi no naku koro ni (ひぐらしのなく頃に? altresì noto internazionalmente come "Grida stridule d'estate") e diretto da Ataru Oikawa, è uscito nei cinema giapponesi il 10 maggio 2008; la sceneggiatura riprende il primo question arc, Onikakushi-hen.
Un seguito, anch'esso live action, è uscito nelle sale il 18 aprile 2009 ed è stato intitolato Higurashi no naku koro ni chikai (ひぐらしのなく頃に誓? altresì noto internazionalmente come Grida Stridule: Rimpasto); basato sull'answer arc Tsumihoroboshi-hen, ha gli stessi attori protagonisti.

## Controversie
Nel settembre del 2007 in Giappone un funzionario di alto grado della polizia fu ucciso con una mannaia dalla figlia di sedici anni. L'episodio fu subito ricollegato al personaggio Rena e l'ultimo episodio della seconda serie e di un altro anime, School Days, vennero cancellati da diverse stazioni televisive giapponesi. Tuttavia la AT-X, la TV Saitama e la Sun TV annunciarono che avrebbero continuato a trasmettere gli episodi come pianificato. In seguito la TV Saitama dichiarò che avrebbe cessato di trasmettere Higurashi no naku koro ni kai dall'episodio tredici.